# Александровка (Солонешенский район)
Алекса́ндровка — село в Солонешенском районе Алтайского края. Входит в состав Сибирячихинского сельсовета.

## История
Основано в 1923 году. В 1928 году состояло из 55 хозяйств, основное население — русские. В административном отношении являлось центром Александровского сельсовета Солонешенского района Бийского округа Сибирского края.

## Население
| 1926 | 1997 | 1998 | 1999 | 2000 | 2001 |
| ---- | ---- | ---- | ---- | ---- | ---- |
| 285  | ↘137 | →137 | ↗141 | ↗148 | ↘122 |
| 2002 | 2003 | 2004 | 2005 | 2006 | 2007 |
| ↘117 | ↘113 | ↗117 | ↘115 | ↘114 | ↘109 |
| 2008 | 2009 | 2010 | 2011 | 2012 | 2013 |
| ↘108 | ↗111 | ↘99  | ↗100 | ↘93  | ↘92  |

### Национальный состав
Согласно результатам переписи 2002 года, в национальной структуре населения русские составляли 98 %.